# Paolo Alberto Rossi
Paolo Alberto Rossi (Roma, 28 ottobre 1887 – Roma, 2 novembre 1969) è stato un diplomatico italiano.
Ha vissuto la caduta di Shanghai durante la campagna comunista di Shanghai e in base a questa esperienza scrisse La conquista comunista di Shanghai: un avvertimento per l'Occidente.

## Biografia
Suo padre, Egisto, era uno studioso toscano di sanscrito e sua madre era statunitense, il cui zio era Laurenus Clark Seelye, il primo presidente dello Smith College. Dopo il diploma di scuola superiore a Mount Vernon, New York, nel 1912 Rossi ha conseguito la laurea in giurisprudenza presso l'Università di Roma.
Rossi prestò servizio nell'Esercito italiano come ufficiale di fanteria nella prima guerra mondiale. Fu ferito nella regione del Carso nella Slovenia sudoccidentale. Dopo una breve pratica legale a Roma, nel 1920 è stato nominato e assegnato a ricoprire il ruolo di Vice Console Italiano di New York e poi Console Generale Italiano di Pittsburgh e New Orleans. Negli anni '30 Rossi prestò servizio nel Ministero degli Affari Esteri di Roma e nei consolati di Aleppo, Smirne e Sarajevo. Nel 1947 riapre l'ufficio del Consolato Generale a Marsiglia.
Tra il 1948 e il 1952 Rossi fu ministro plenipotenziario del consolato italiano di Shanghai. Ha assistito alla presa di Shanghai da parte comunisti guidati da Mao Zedong. Nel 1970 Rossi pubblicò un libro al riguardo: La conquista comunista di Shanghai: un avvertimento per l'Occidente.
A Shanghai, Rossi era noto per essere un "uomo molto colto, che parlava magnificamente l'inglese". Ha partecipato al Club dei corrispondenti stranieri della Cina, ospitato presso il Broadway Mansions Hotel.
Alla fine della sua carriera diplomatica, Rossi aprì uno studio legale a New York per aiutare gli immigrati italiani.

## Vita privata
Rossisi si sposò con Giacinta Porfilio, sorella dell'imprenditore italo-americano Almerindo Portfolio ed ebbe tre figli.
Nel 1966 Rossi scrisse un libro sul cognato imprenditore, Portfolio.